# Frederick (Oklahoma)
Frederick és una ciutat dels Estats Units a l'estat d'Oklahoma. Segons el cens del 2000 tenia 4.637 habitants.

## Demografia
Segons el cens del 2000, Frederick tenia 4.637 habitants, 1.797 habitatges, i 1.211 famílies. La densitat de població era de 361 habitants per km².
Dels 1.797 habitatges en un 30,5% hi vivien nens de menys de 18 anys, en un 51,9% hi vivien parelles casades, en un 12,4% dones solteres, i en un 32,6% no eren unitats familiars. En el 29,9% dels habitatges hi vivien persones soles el 18,7% de les quals corresponia a persones de 65 anys o més que vivien soles. El nombre mitjà de persones vivint en cada habitatge era de 2,51 i el nombre mitjà de persones que vivien en cada família era de 3,12.
Per edats la població es repartia de la següent manera: un 27,1% tenia menys de 18 anys, un 7,5% entre 18 i 24, un 23,3% entre 25 i 44, un 21,3% de 45 a 60 i un 20,8% 65 anys o més.
L'edat mediana era de 38 anys. Per cada 100 dones de 18 o més anys hi havia 80,7 homes.
La renda mediana per habitatge era de 22.190 $ i la renda mediana per família de 28.724 $. Els homes tenien una renda mediana de 22.324 $ mentre que les dones 18.033 $. La renda per capita de la població era de 13.575 $. Entorn del 19% de les famílies i el 23,3% de la població estaven per davall del llindar de pobresa.

## Poblacions més properes
El següent diagrama mostra les poblacions més properes.